# Vicente Fidel López
Vicente Fidel López (Buenos Aires, 24 de abril de 1815 - Buenos Aires, 30 de agosto de 1903) fue un librepensador, historiador, abogado y político argentino que fuera electo diputado nacional de 1876 a 1879, año en que fue nombrado Gran Maestre de la Gran Logia de Libres y Aceptados Masones hasta 1880, y luego fuese designado ministro de Hacienda de la República Argentina desde 1890 hasta 1892.

## Biografía

### Origen familiar y primeros años
Vicente Fidel López había nacido el 24 de abril de 1815 en la ciudad de Buenos Aires, capital de las Provincias Unidas del Río de la Plata, siendo hijo de Vicente López y Planes, autor del Himno Nacional Argentino.
Integró el Salón Literario de Marcos Sastre y la Asociación de Mayo, formando parte de la generación del 37.

### Exilio durante el gobierno rosista
Al ser opositor al brigadier Juan Manuel de Rosas, emigró al entonces Estado Oriental del Uruguay para luego radicarse en la República de Chile, entre 1840 y 1853. Allí, junto a Domingo Faustino Sarmiento, instaló un colegio llamado El Liceo, adonde enseñaron entre otros el destacado pensador chileno Francisco Bilbao. También fundó una revista cultural llamada Valparaíso.
De regreso en Argentina fue ministro de su padre, quien había sido elegido gobernador de la provincia de Buenos Aires y se destacó por su brillante defensa del Acuerdo de San Nicolás. Fue convencional constituyente en 1853. Entre 1871 y 1877 dirigió junto con Juan María Gutiérrez y Andrés Lamas la Revista del Río de la Plata.

### Diputado nacional
Fue considerado uno de los juristas argentinos más destacados de su época y designado rector de la Universidad de Buenos Aires, cargo que desempeñó entre 1874 y 1877, y elegido diputado nacional entre 1876 y 1880. En este período lideró el primer movimiento que propugnó la industrialización del país, cristalizado alrededor del debate sobre una nueva ley aduanera, destacándose por ser el primer parlamentario en cuestionar sin tapujos al librecambismo consolidado. Entre sus argumentos el más novedoso era el de resaltar la necesidad de reducir la dependencia respecto de los mercados extranjeros, esbozando un nacionalismo económico que, a pesar de lograr mayores aranceles a la importación, no encontraría mayor resonancia política hasta mediados del siglo siguiente.

### Gran Maestre y ministro de la Nación Argentina
Fue un activo participante de la masonería argentina en donde fuera nombrado Gran Maestre de la Gran Logia desde 1879 a 1880. Fue un activo impulsor de la industrialización del país.
En 1882 mantuvo un célebre debate con Bartolomé Mitre sobre la historia argentina a raíz de la tercera edición, por parte de Mitre, de la Historia de Belgrano, de lo cual resultó que López publicara dos volúmenes de Debate histórico. Refutaciones a las comprobaciones históricas sobre la historia de Belgrano en 1882. En materia de estudios históricos también escribió la Introducción a la historia de la República Argentina y La Revolución Argentina (en tres volúmenes), ambas de 1881, y diez volúmenes de Historia de la República Argentina, entre 1883 y 1893, en que se estudia el origen, evolución y desarrollo político del país hasta finales de 1829.
Entre el 7 de agosto de 1890 y el 7 de junio de 1892 fue Ministro de Hacienda de Carlos Pellegrini.

### Legado histórico y fallecimiento
La labor histórica de López se ciñó a grandes ideas generales, en las que utilizó similitudes y analogías, más que un riguroso criterio científico. Finalmente Vicente Fidel López fallecería el 30 de agosto de 1903 en la ciudad de Buenos Aires, capital de la Nación Argentina.

## Publicaciones
Literatura.
- La novia del hereje, o La inquisición de Lima (1854), novela histórica (disponible para descargar).[5]
- La loca de la guardia (1854), novela histórica (disponible para descargar).[6]
- La gran semana de 1810: Crónica de la revolución de mayo "recompuesta y arreglada por cartas según la posición y las opiniones de los promotores por Vicente Fidel López" (disponible en internet)[7]

Historia.
- Las razas arianas del Perú (1868) (disponible para descargar).[8]
- La Revolución Argentina, 4 Tomos (1881).
- Debate histórico. Refutaciones a las comprobaciones históricas sobre la historia de Belgrano (1882)
- Introducción a la historia de la República Argentina (1881)
- El conflicto y la entrevista de Guayaquil, expuesta al tenor de los documentos que la explican, (1884).
- Acuerdos del extinguido Cabildo de Buenos Aires, 6 tomos (1886) (disponible para descargar)[9]
- Historia de la República Argentina, "su origen, su revolución y su desarrollo político hasta 1852", 10 tomos (1883-1893)
  - Tomo  1 (disponible para descargar)[10]
  - Tomo  2 (disponible para descargar)[11]
  - Tomo  3 (disponible para descargar)[12]
  - Tomo  4 (disponible para descargar)[13]
  - Tomo 5 (disponible para descargar)[14]
  - Tomo 6 (disponible para descargar)[15]
  - Tomo 7 (disponible para descargar)[16]
  - Tomo 8 (disponible para descargar)[17]
  - Tomo 9 (disponible para descargar)[18]
  - Tomo 10 (disponible para descargar)[19]
- Campaña del General Alvear en la guerra del Brasil en 1826-27 (1894) (disponible para descargar)[20]
- Manual de Historia Argentina, dedicado a los profesores y maestros que la enseñan (1910) (disponible en internet)[21]
- Publicó una revista mensual junto con Juan María Gutiérrez y Andrés Lamas:
  - 1871-1873. Revista del Río de la Plata, "periódico mensual de historia y literatura de América" (disponible para descargar):
    - tomo 1,[22]
    - tomo 2,[23]
    - tomo 3[24]
    - tomo 4[25]
    - tomo 5,[26]
    - tomo 6,[27]
    - tomo 7[28]
    - tomo 9,[29]
    - tomo 12,[30]
    - tomo 13[31]

Y el prólogo o introducción de:
- Manuel Bilbao; Buenos Aires: desde su fundación hasta nuestros días, especialmente el periodo comprendido en los siglos XVIII y XIX "precedido de una carta del doctor Don Vicente Fidel López" (disponible para descargar)[32]
- José María Ramos Mejía, Las neurosis de los hombres célebres en la historia argentina; "precedido de una introducción por Vicente Fidel López" (1878) (disponible para descargar)[33]
- Matías Calandrelli; Diccionario filológico comparado de la lengua castellana (disponible para descargar)[34]